# Diospyros haplostylis
Diospyros haplostylis är en tvåhjärtbladig växtart som beskrevs av Louis Hyacinthe Boivin och William Philip Hiern. Diospyros haplostylis ingår i släktet Diospyros och familjen Ebenaceae. Utöver nominatformen finns också underarten D. h. haplostylis.